# Bernd Leno
Bernd Leno (* 4. března 1992 Bietigheim-Bissingen) je německý profesionální fotbalový brankář, který chytá za anglický klub Fulham FC a za německý národní tým.

## Klubová kariéra

### VfB Stuttgart
Leno začal hrát fotbal v šesti letech v německém klubu SV Germania Bietigheim a roku 2003 přestoupil do mládežnického týmu VfB Stuttgart. V sezóně 2008–2009 vyhrál s B-týmem juniorů titul. Ještě když nastupoval za juniorský tým, debutoval Leno 19. prosince 2009 za rezervní tým Stuttgartu ve 3. Lize proti Heidenheimu. Tento zápas byl odehrán 21. hracího dne sezóny 2009–2010, přičemž fotbalisté Stuttgartu podlehli svému soupeři 1:2. V květnu roku 2011 prodloužil Leno svoji smlouvu s klubem do června 2014. Na začátku sezóny 2011–2012 byl povýšen na 3. brankáře A-týmu, avšak v rezervním týmu byl stále považován za brankáře číslo 1.

#### Bayer Leverkusen (hostování)
Dne 10. října 2011 šel Leno hostovat do Bayeru Leverkusenu do 31. prosince 2011. Čtyři dny po podpisu pětiměsíční smlouvy odehrál Leno svůj bundesligový debut proti Brémám. Stal se třetím brankářem v historii (po Dirku Krüsenbergovi a Heribertu Machereyovi), který ve svých prvních třech zápasech Bundesligy neinkasoval gól. Když 13. září 2011 ve věku 19 let a 193 dní odehrál zápas skupinové fáze Ligy mistrů UEFA proti Chelsea FC, stal se nejmladším německým brankářem, který odehrál zápas Ligy mistrů. V osmifinále této soutěže však byly vyřazeni Barcelonou, se kterou prohráli v součtu 2:10 a z toho šest vstřelil Lionel Messi. 

### Bayer Leverkusen
Dne 1. ledna 2012 Leno přestoupil do Leverkusenu jako brankářská jednička klubu. Smlouvu podepsal na pět a půl roku do 30. června 2017 a oba klubu se dohodly na tom, že nebudou zveřejňovat peněžní částku, za kterou byl přestup uskutečněn.
Dne 23. srpna 2014 odehrál proti Dortmundu svůj stý zápas za Leverkusen v Bundeslize. Od 28. února do 11. dubna 2015 (od 23. až do 28. hracího dne bundesligové sezóny 2014–2015) Leno neinkasoval gól celých 527 minut, čímž překonal rekord v klubu Leverkusen Rüdigera Vollborna, který nedostal gól 485 minut. Dne 6. dubna 2016 (30. den následující sezóny) Leno vylepšil tento rekord během hry proti Frankfurtu. Teprve 23. dubna musel ve 14. minutě připustit gól ve hře venku proti FC Schalke 04, což mu umožnilo zvýšit rekord na 588 minut.
Bezprostředně před prvním domácím zápasem Bundesligy v sezóně 2016–2017, která se konala 10. září 2016, Leverkusen oznámil, že smlouva s Lenem byla prodloužena do konce června 2020.

### Arsenal FC

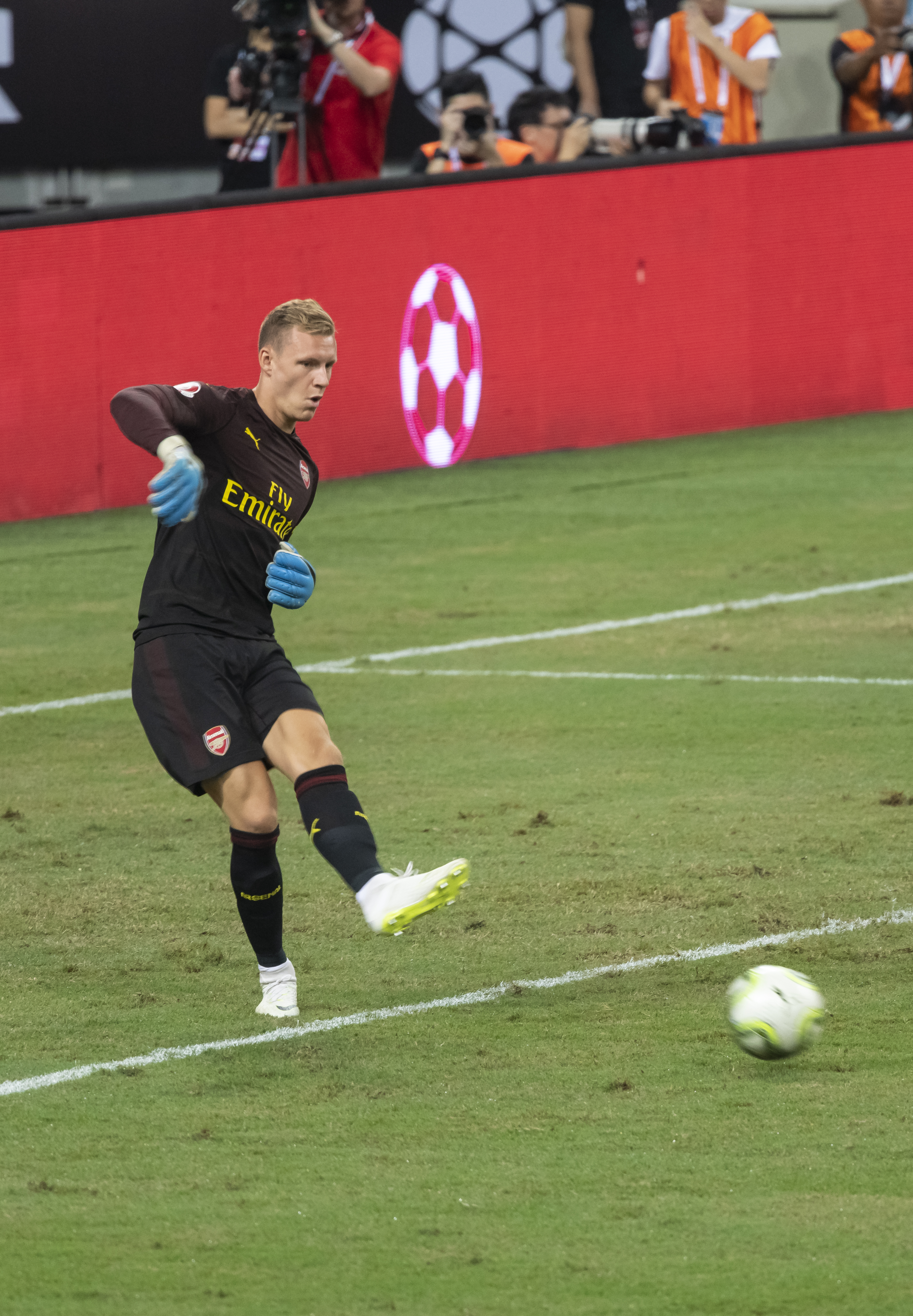
Bernd Leno hrající za Arsenal FC

Dne 19. června 2018 přestoupil Bernd Leno do anglického Arsenalu, se kterým podepsal smlouvu na pět let. Arsenal za něj zaplatil 22,5 milionů liber.
Svůj debut za Arsenal odehrál Leno 20. září 2018 ve skupinové fázi Evropské ligy proti ukrajinskému týmu FC Vorskla Poltava, přičemž Arsenal vyhrál 4:2. V Premier League debutoval při domácím vítězství 2:0 nad Watfordem. Leno se do zápasu dostal poté, co se tehdejší brankář číslo 1 Petr Čech v první půli zranil. Jeho výkon byl oceněn Unaiem Emerym (v té době hlavní trenér Arsenalu), který řekl: „S trenéry brankářů velmi dobře pracuje. Mluvil jsem s ním a řekl, že nejdůležitější je, když tým potřebuje, aby nám pomohl, aby byl připraven. Udělal to ve středu a dnes také – a proti Vorskle. Máme tři velmi dobré brankáře. Petr Čech, jeho výkony a jeho zkušenosti pro nás byly velmi důležité. Leno se může učit tím, že každý den pobývá u Petra Čecha. Jsem s ním velice spokojen. Čekal na svůj okamžik a ten přichází.“
Leno odehrál 100. zápas za Arsenal 25. února 2021 v domácí odvetě šestnáctifinále Evropské ligy UEFA. Arsenal po remíze 1:1 v Portugalsku vyhrál nad Benfikou 3:2 a postoupil do osmifinále.

### Fulham FC
Dne 2. srpna 2022 přestoupil Leno do Fulhamu FC za 8 milionů liber, se kterým podepsal smlouvu na tři roky.

## Reprezentační kariéra
Leno má na svém kontě zápasy za mládežnické reprezentace Německa – za výběry do 17, 18, 19 a 21 let.
S německou mládežnickou reprezentací do 17 let vyhrál domácí Mistrovství Evropy v roce 2009.

Zúčastnil se Mistrovství světa hráčů do 17 let 2009 v Nigérii, kde mladí Němci vypadli v osmifinále proti Švýcarsku po výsledku 3:4 po prodloužení. 

Na jaře roku 2011 odehrál přátelské utkání proti reprezentaci Ukrajiny do 19 let. Pod trenérem Ralfem Mingem Němci vyhráli 3:0.
Trenér Horst Hrubesch jej nominoval na Mistrovství Evropy hráčů do 21 let 2015 konané v Praze, Olomouci a Uherském Hradišti.

### A-mužstvo
Trenér Joachim Löw jej zařadil do závěrečné 23členné nominace na EURO 2016 ve Francii. Němci získali na turnaji bronzové medaile, v semifinále je vyřadila domácí Francie po výsledku 0:2. Na turnaji byl náhradníkem a nezasáhl do žádného zápasu, brankářskou jedničkou byl Manuel Neuer.

## Úspěchy

### Klubové
Arsenal FC
- 1× vítězem FA Cupu – 2019/20
- 1× vítězem FA Community Shieldu – 2020
- 1× finalistou Evropské ligy UEFA – 2018/19

### Reprezentační
Německá reprezentace U17
- 1× vítězem Mistrovství Evropy hráčů do 17 let – 2009

Německá reprezentace
- 1× vítězem Konfederačního poháru FIFA – 2017

## Osobní život
Rodiče Bernda Lena jsou ruští Němci a do Západního Německa přišli v roce 1989 jako emigranti ze Sovětského svazu, kde se usadili v Bádensku-Württembersku. Leno vyrůstal se svým bratrem ve svém rodném městě Bietigheim-Bissingen nedaleko hlavního města Stuttgartu. Základnímu vzdělání se učil ve Stuttgartu až do léta 2011, kde získal vstupní kvalifikaci na univerzitu. Po přestupu do Bayeru 04 Leverkusen se Leno přestěhoval do bytu v jižní části Kolína nad Rýnem.

## Statistiky

### Klubové
Aktualizováno k 27. 2. 2020
| Klub                | Sezóna           | Liga             | Liga   | Liga | Národní pohár | Národní pohár | Ligový pohár | Ligový pohár | Evropa | Evropa | Celkem | Celkem |
| Klub                | Sezóna           | Divize           | Zápasy | Góly | Zápasy        | Góly          | Zápasy       | Góly         | Zápasy | Góly   | Zápasy | Góly   |
| ------------------- | ---------------- | ---------------- | ------ | ---- | ------------- | ------------- | ------------ | ------------ | ------ | ------ | ------ | ------ |
| VfB Stuttgart II    | 2009–2010        | 3. liga          | 17     | 0    | –             | –             | –            | –            | –      | –      | 17     | 0      |
| VfB Stuttgart II    | 2010–2011        | 3. liga          | 37     | 0    | –             | –             | –            | –            | –      | –      | 37     | 0      |
| VfB Stuttgart II    | 2011–2012        | 3. liga          | 3      | 0    | –             | –             | –            | –            | –      | –      | 3      | 0      |
| VfB Stuttgart II    | Celkem           | Celkem           | 57     | 0    | –             | –             | –            | –            | –      | –      | 57     | 0      |
| Bayer 04 Leverkusen | 2011–2012        | Bundesliga       | 33     | 0    | –             | –             | –            | –            | 8      | 0      | 41     | 0      |
| Bayer 04 Leverkusen | 2012–2013        | Bundesliga       | 32     | 0    | 2             | 0             | –            | –            | 6      | 0      | 40     | 0      |
| Bayer 04 Leverkusen | 2013–2014        | Bundesliga       | 34     | 0    | 4             | 0             | –            | –            | 8      | 0      | 46     | 0      |
| Bayer 04 Leverkusen | 2014–2015        | Bundesliga       | 34     | 0    | 4             | 0             | –            | –            | 10     | 0      | 48     | 0      |
| Bayer 04 Leverkusen | 2015–2016        | Bundesliga       | 33     | 0    | 4             | 0             | –            | –            | 12     | 0      | 49     | 0      |
| Bayer 04 Leverkusen | 2016–2017        | Bundesliga       | 34     | 0    | 1             | 0             | –            | –            | 7      | 0      | 42     | 0      |
| Bayer 04 Leverkusen | 2017–2018        | Bundesliga       | 33     | 0    | 5             | 0             | –            | –            | –      | –      | 38     | 0      |
| Bayer 04 Leverkusen | Celkem           | Celkem           | 233    | 0    | 20            | 0             | –            | –            | 51     | 0      | 304    | 0      |
| Arsenal FC          | 2018–2019        | Premier League   | 32     | 0    | 0             | 0             | 1            | 0            | 3      | 0      | 36     | 0      |
| Arsenal FC          | 2019–2020        | Premier League   | 27     | 0    | 0             | 0             | 0            | 0            | 2      | 0      | 29     | 0      |
| Arsenal FC          | Celkem           | Celkem           | 59     | 0    | 0             | 0             | 1            | 0            | 5      | 0      | 65     | 0      |
| Celkem v kariéře    | Celkem v kariéře | Celkem v kariéře | 349    | 0    | 20            | 0             | 1            | 0            | 56     | 0      | 426    | 0      |

### Mezinárodní
Aktualizováno k 8. 10. 2017
| Reprezentace | Rok    | Zápasy | Góly |
| ------------ | ------ | ------ | ---- |
| Německo      | 2016   | 3      | 0    |
| Německo      | 2017   | 3      | 0    |
| Celkem       | Celkem | 6      | 0    |